# الاعتداء الجنسي على الأطفال في المملكة المتحدة

مُلصق تابع لشرطة ويست ميدلاندز يحاول إعلام الأطفال بكيفية الرد على الاعتداء الجنسي عبر الإنترنت

الاعتداء الجنسي على الأطفال في المملكة المتحدة تم الإبلاغ عنها في المملكة المتحدة طوال تاريخها. في حوالي 90٪ من الحالات يكون المعتدي شخصًا معروفًا للطفل. تم الكشف عن حالات خلال النصف الثاني من القرن العشرين، والتي تشمل المؤسسات الدينية والمدارس والفنانين المشهورين والسياسيين والعسكريين وغيرهم من المسؤولين، ونشرت على نطاق واسع منذ بداية القرن الحادي والعشرين. كما جذبت حلقات الاعتداء الجنسي على الأطفال في العديد من البلدات والمدن في جميع أنحاء المملكة المتحدة اهتمامًا كبيرًا.
في عام 2012 تم تحديد جيمي سافيل بعد وفاته على أنه معتدي جنسي على الأطفال خلال العقود الستة الماضية. أدت التحقيقات اللاحقة بما في ذلك تلك المتعلقة بعملية يوتري إلى إدانة العديد من «الأسماء المنزلية» البارزة في وسائل الإعلام، ومزاعم ضد سياسيين بارزين، ودعوات إلى تحقيق عام لتحديد ما كان معروفًا من قبل المسؤولين عن المؤسسات التي تعرضت فيها الانتهاكات للإساءة. أعلنت وزيرة الداخلية البريطانية تيريزا ماي عن تحقيق مستقل في الاعتداء الجنسي على الأطفال في يوليو 2014 لفحص كيفية تعامل مؤسسات الدولة مع واجب الرعاية لحماية الأطفال من الاعتداء الجنسي.

## الفئات المُعتدية
تحدد قيادة استغلال الأطفال والحماية عبر الإنترنت أربع فئات واسعة من الاعتداء الجنسي على الأطفال في المملكة المتحدة، والتي وصفوها بأنها «التهديدات الرئيسية» الأربعة للأطفال.
- انتشار الصور غير اللائقة للأطفال: لا سيما إنتاج الصور الثابتة والمتحركة والبث المباشر لصور الاعتداء على الأطفال. يتزايد البث المباشر لإساءة معاملة أطفال العالم الثالث للاستهلاك من قبل مشتهي الأطفال في المملكة المتحدة. يتم العثور على الجناة بشكل متزايد وتقديمهم إلى العدالة. يعد تعقب الأطفال ضحايا العالم الثالث وحمايتهم أكثر صعوبة. هناك دعوات لتحسين تمويل الوكالة الوطنية لمكافحة الجريمة حتى يمكن منع هذه الجرائم بسهولة أكبر.
- الاستغلال الجنسي للأطفال عبر الإنترنت: مع التركيز على الاستغلال الجنسي المنهجي للعديد من الأطفال الضحايا على الإنترنت.
- الاعتداء الجنسي على الأطفال عبر الحدود: بما في ذلك مواطنو المملكة المتحدة العابرون والمقيمون والمواطنون البريطانيون الذين يرتكبون جرائم جنسية في الخارج.
- الاتصال بالاعتداء الجنسي على الأطفال: لا سيما التهديد الذي يشكله الاستغلال الجنسي للأطفال المرتبط بالجريمة المنظمة والمخاطر المحيطة بالأطفال المفقودين. يوجد ضمن هذه الفئة عدد من الأنواع المعروفة، أولاً: الاتصال بالاعتداء الجنسي على الأطفال من قبل الجناة المنفردين. ثانيًا: الاتصال بالاعتداء الجنسي على الأطفال من قبل مجموعة الجناة والجناة المرتبط بعصابات الشوارع، والتي يوجد نوعان منها.[4]

- النوع الأول: المجموعة المسيئة تستهدف ضعف الضحية. وهذا يشمل عصابات الشوارع.
- النوع الثاني: الإساءة الجماعية نتيجة اهتمام جنسي محدد بالأطفال. هذه المجموعة لديها اهتمام جنسي طويل الأمد بالأطفال مع وجود بعض التآزر مع ما وُصف بأنه «حلقة» شاذة الأطفال.[5]

## إحصائيات
لا يزال العدد الحقيقي للجرائم مشكوكًا فيه، ويُفترض عمومًا أنه أكبر بسبب الحالات المتوقعة غير المبلغ عنها لإساءة معاملة الأطفال. حوالي 90٪ من الأطفال الذين تعرضوا للإيذاء الجنسي تعرضوا للإيذاء من قبل أشخاص يعرفونهم، ونحو واحد من كل ثلاثة أطفال تعرضوا للإيذاء لم يخبر أي شخص آخر عن ذلك. الغالبية العظمى من مرتكبي الجرائم الجنسية مع الأطفال في إنجلترا وويلز هم من الذكور، حيث يمثل الرجال 89٪ من جميع المدعى عليهم في 2015/2016، ويمثل البيض 1٪ من المدانين بارتكاب جرائم جنسية مع الأطفال و86٪ من عامة السكان في عام 2011. يمثل الآسيويون 99٪ من إجمالي السكان في إنجلترا وويلز اعتبارًا من عام 2011. وجد تحليل عام 2011 بواسطة قيادة استغلال الأطفال والحماية عبر الإنترنت لـ 940 مجرمًا محتملًا تم الإبلاغ عنهم بسبب «الاستمالة في الشوارع والاستغلال الجنسي للأطفال» أن 38٪ كانوا من البيض، 36٪ كانوا آسيويين، بينما كان 32٪ من أصل عرقي غير معروف.
- إنجلترا: في 2016-2017 كان هناك 43.522 جريمة جنسية مسجلة ضد أطفال دون سن 16 عامًا، و11.324 جريمة أخرى ضد صغار تزيد أعمارهم عن 16 عامًا وتحت 18 عامًا. سجلت الشرطة 6.009 حالة اغتصاب لأطفال دون سن 13 عامًا، و6.299 حالة اغتصاب لأطفال أقل من 16 عامًا.
- ويلز: في 2016-2017 تم تسجيل 2.845 جريمة جنسية ضد أطفال دون سن 16 عامًا. سجلت الشرطة 446 حالة اغتصاب لأطفال دون سن 13 عامًا، و340 حالة اغتصاب لأطفال دون سن 16 عامًا.
- اسكتلندا: في 2016-2017 تم تسجيل 4.097 جريمة جنسية ضد أطفال دون سن 16 عامًا. سجلت الشرطة 196 حالة اغتصاب ومحاولة اغتصاب لأطفال تتراوح أعمارهم بين 13 و15 عامًا، و161 حالة اغتصاب ومحاولة اغتصاب لأطفال دون سن 13 عامًا.
- أيرلندا الشمالية: في الفترة 2016-2017 تم تسجيل 1.875 جريمة جنسية ضد الأطفال والشباب دون سن 18 عامًا. سجلت الشرطة 360 حالة اغتصاب ومحاولة اغتصاب لأطفال وشباب تقل أعمارهم عن 18 عامًا.